# 普里斯坚 (库尔斯克州)
普里斯坚（羅馬化：Pristenʹ）是俄罗斯库尔斯克州的市级镇、普里斯坚区行政中心及规模最大聚居地，地处库尔斯克州南部，在州府库尔斯克东南方，靠近该州与别尔哥罗德州的州界。北侧有同属一区的市级镇基洛夫斯基。镇内设有铁路车站勒扎瓦（Ржава）站。
该地2021年人口有4,916人；2010年人口5,297；2002年人口5,590；1989年人口5,696。